# Островки (Ленинградская область)
Островки́ (фин. Sarvela) — деревня в Свердловском городском поселении Всеволожского района Ленинградской области.

## Название
Русское название происходит от небольших островов на Неве у юго-западной стороны деревни. Финское название происходит от антропонима Sarvi

## История
Первое картографическое упоминание деревни — селение Sarvela, происходит на карте Карелии, составленной после взятия Кексгольма, Понтусом де ла Гарди в 1580 году.
Деревня Sarvela упоминается в наиболее старых из сохранившихся церковных регистрационных книгах Колтушского лютеранского прихода, начиная с 1745 года.
Затем как Островки она обозначена в 1770 году на карте Санкт-Петербургской губернии Я. Ф. Шмидта.
Первым владельцем Островков был светлейший князь Г. А. Потёмкин-Таврический, при нём в 1784—1786 годах архитектором И. Е. Старовым был построен дворец и при участии английского садового мастера В. Гульда разбит пейзажный парк.
В 1790-е годы мыза Островки с деревнями перешла в руки семейства Чоглоковых.
Деревня Островки упоминается на «карте окружности Санкт-Петербурга» 1810 года.

ОСТРОВКИ — деревня принадлежит ротмистру Александру Чоглокову, жителей 33 м. п., 56 ж. п.(1838 год)

На этнографической карте Санкт-Петербургской губернии П. И. Кёппена 1849 года она обозначена как деревня «Sarwela», расположенная в ареале расселения савакотов. В пояснительном тексте к этнографической карте указано количество её жителей на 1848 год: савакотов — 39 м. п., 49 ж. п., финляндских карелов — 10 м. п., 13 ж. п., всего 111 человек.

ОСТРОВКИ — деревня г. Чоглокова, по просёлкам, 10 дворов, 47 душ м. п.(1856 год)

Число жителей деревни по X ревизии 1857 года: 62 м. п., 40 ж. п..
В второй половине XIX века Чоглоковы, вынужденные из-за долгов распродать большую часть своих земель, уступили усадьбу своим соседям — помещикам Голохвастовым.

ОСТРОВКИ — деревня владельческая, при р. Неве, 17 дворов, 61 м. п., 40 ж. п.(1862 год)

В 1869 году, согласно материалам по статистике народного хозяйства Шлиссельбургского уезда, 13 десятин земли в деревне Островки «для собственного жилья» купила за 1000 рублей местная крестьянка М. В. Степанова.
В 1873 году 13 десятин земли в деревне Островки купили под лесопильный завод за 20 000 рублей потомственные почётные граждане П. П. Шорохов и Н. Д. Егоров.
Осенью, обычно в октябре, у Островков на Ивановских порогах нерестится невский лосось, в 1870-х годах в Островках начались опыты по его разведению.
В 1875 году здесь жил композитор Н. А. Римский-Корсаков.
Согласно подворной переписи 1882 года в деревне проживали 26 семей, число жителей: 55 м. п., 58 ж. п., все лютеране, разряд крестьян — временнообязанные, а также пришлого населения 19 семей, в них: 30 м. п., 33 ж. п., все лютеране.
В 1882—1883 годах временнообязанные крестьяне деревни Островки выкупили свои земельные наделы у А. П. Чоглоковой и стали собственниками земли.
В 1884 году Голохвастовы начали реставрацию замка, намереваясь устроить в главном зале три квартиры для сдачи внаём дачникам.
- План деревни Островки. 1885 год.

В 1885 году 1000 десятин земли в деревне Островки за 38 005 рублей приобрёл купец Иван Михайлович Оленчиков. Новый владелец продолжил по частям восстанавливать дворец. В том же году, согласно карте окрестностей Петербурга, деревня насчитывала 11 крестьянских дворов.
Сборник Центрального статистического комитета за этот год, описывал деревню так:

ОСТРОВКИ — бывшая владельческая деревня Колтушской волости при реке Неве, дворов — 17, жителей — 85; земская почтовая станция, становая квартира. (1885 год).

По данным 1889 года, купец И. М. Оленчиков сдавал в Островках «8 дач с 3 службами за 1250 рублей в год».

ОСТРОВКИ (САРВЕЛА) — деревня, на земле Островского сельского общества, при р. Неве; 36 дворов, 101 м. п., 108 ж. п., всего 209 чел.; смежна с владельческой усадьбой Оленчикова, 1 приемный покой, пароходная пристань, земская почтовая станция, чайное заведение.(1896 год)

В 1894—1897 годах, по проекту Д. К. Пруссака и В. А. Липского, в Островках была построена каменная церковь во имя Рождества Иоанна Предтечи, а в 1902 году к ней пристроили колокольню. В годы войны церковь была превращена в руины. По другим данным, автором был В. Ф. Пруссака.
В конце XIX — начале XX века деревня административно относилась к Колтушской волости 2-го стана Шлиссельбургского уезда Санкт-Петербургской губернии.
В 1905 году в деревне на лесопильном заводе «наследников Н. Д. Егорова», трудилось 40 рабочих. Также в деревне размещалась Островская конно-почтовая станция на 8 лошадей. Ею обслуживался маршрут в Колтуши (19 вёрст). Содержал станцию М. Васель. Плата была — 3 копейки с версты и лошади.
В 1909 году деревня насчитывала 28 дворов.
В начале XX века Островки были очень популярны среди петербургских дачников. Владелец Островков А. И. Оленчиков устраивал на крытой веранде в своём парке спектакли и танцы.
Дачная местность Островки делилась на 4 части: деревня Островки — «оседлое население чухны-крестьяне», деревня Кузьминка — «крестьяне-русские», имение купца Оленчикова и деревня Оранжерейка. «Благодаря отсутствию трактира, а также шоссейной дороги, летние обитатели Островков избавлены от скандалов пьяниц и назойливости шлиссельбургской нищей братии».
В 1914 году лесопильный завод (рабочих было уже 54) принадлежал К. Н. Егорову.
В 1916 году здесь работал над этюдами художник А. А. Рылов.
В 1923 году писал картины художник И. И. Машков.
В 1926 году было утверждено решение строить Невский рыбоводный завод. Согласно переписи населения СССР 1926 года:

ОСТРОВКИ — деревня Островского сельсовета Октябрьской волости, 59 хозяйств, 258 душ.

Из них: ингерманладцев — 41 хозяйство, 195 душ; русских — 14 хозяйств, 51 душа; финнов — 4 хозяйства, 12 душ.  (1926 год)

В 1932 году в деревне был организован колхоз «Островки».
По данным 1933 года деревня Островки являлась административным центром Островского сельсовета, куда кроме неё самой входили деревни: Маслово, Малые Пороги, Большие Пороги, Оранжерейка и Кузьминка.

До войны народу в колхозе «Островки» было много, русские и финны, а точнее, ингерманландцы жили дружно, имели коров, поросят и овец, выращивали овощи, получали на трудодни картошку, капусту и прочую сельхозпродукцию, а до 39-го года и яблоки из бывшего помещичьего сада.

В 1936 году начато промышленное выращивание молоди лосося.
В 1937 году в Островках был размещён секретный радиополигон НИИ-9.

ОСТРОВКИ — деревня Островского сельсовета, 645 чел. (1939 год)

- План деревни Островки. 1939 год

В 1940 году деревня насчитывала 106 дворов, в ней находился сельсовет, население деревни составляло 662 человека.
До 1942 года — место компактного проживания ингерманландских финнов.
В годы войны рыбзавод был уничтожен, но восстановлен к 1947 году, дворец был превращён в руины; сегодня от него остался фундамент и часть стены.
В 1954 году возобновлен промышленный выпуск сеголеток в Неву. В том же году Островский сельсовет был присоединён к Овцинскому.
В 1958 году население деревни составляло 65 человек.
По данным 1966 и 1973 годов деревня входила в состав Овцинского сельсовета.
К 1972 году уловы лосося в Неве достигли среднего довоенного уровня.
В 1997 году в деревне проживал 31 человек, в 2002 году — 50 человек (русских — 90 %), в 2007 году — 86.

## География
Деревня расположена в южной части района на автодороге 41К-327 (Спецподъезд № 22).
Расстояние до административного центра поселения — 17 км.
Деревня находится на правом берегу Невы, к западу от Кузьминского железнодорожного моста. К северу находится деревня Кузьминка, к западу — деревня Оранжерейка. В Островках расположена самая высокая береговая точка Невы.

## Демография
| 1862 | 2007 | 2010 | 2017 |
| ---- | ---- | ---- | ---- |
| 101  | ↘86  | ↗120 | ↘71  |

Национальный состав
Согласно данным Всероссийской переписи населения 2021 года в деревне проживали 98 человек, из них:
 русские — 10, армяне — 1 человек, остальные национальность не указали.

## Экономика
- «Невский рыбоводный завод» в Островках, расположенный на острове Главрыба (Сирвисари)[56].

## Памятники
Решением облисполкома № 189 от 16 мая 1988 года, расположенная в деревне Островки братская могила советских воинов, погибших в борьбе с фашистами, признана памятником истории.